# Chigusa Kitani
Chigusa Kitani, nata Eiko Yoshioka (吉岡 英, Yoshioka Eiko) (木谷 千種?, Kitani Chigusa; Osaka, 17 febbraio 1895 – Osaka, 24 gennaio 1947), è stata una pittrice e insegnante giapponese, una delle quattro artiste nihonga di Osaka attive nell'era Taishō e nel primo periodo Shōwa, conosciute come "Setsu-Getsu-Ka-Sei" (trad.: neve, luna, fiori e stelle).
Dalla sua prima selezione nel 1919 alla 6ª mostra nazionale d'arte del Ministero dell'istruzione e delle belle arti, la mostra più prestigiosa del Giappone, venne selezionata dodici volte, acquistando notevole fama anche fuori dei confini del paese. 
Specializzata in bijinga (ritratti di belle donne), sperimentò anche la pittura di genere e realizzò soggetti riconducibili al teatro kabuki e bunraku e agli usi e costumi di Osaka.

## Biografia
Eiko Yoshioka (吉岡 英, Yoshioka Eiko) nacque il 17 febbraio 1895 nel quartiere Kita-ku di Osaka Dōjima (堂島). Il padre, Seijiro Yoshioka, era un commerciante di beni e articoli cinesi; la madre morì di malattia quando Eiko aveva appena due anni.
Particolarmente dotata di talento artistico, nel 1907 la dodicenne Eiko venne mandata a Seattle, negli Stati Uniti, per apprendere le tecniche della pittura occidentale (yōga). Due anni dopo, al suo ritorno ad Osaka, studiò nella prestigiosa scuola femminile Shimizudani ed ebbe come insegɳante Fukada Chokujō, pittore della scuola Shijō (四条派, Shijō-ha), noto per i suoi dipinti di uccelli e fiori (kachō-ga 花鳥画).
Nel 1913 si trasferì a Tokyo per studiare con la pittrice Ikeda Shōen, specializzata in bijinga (immagini di belle donne); rientrata a Osaka, divenne allieva dei pittori nihonga Kitano Tsunetomi e Noda Kyuho.

### Debutto e affermazione artistica

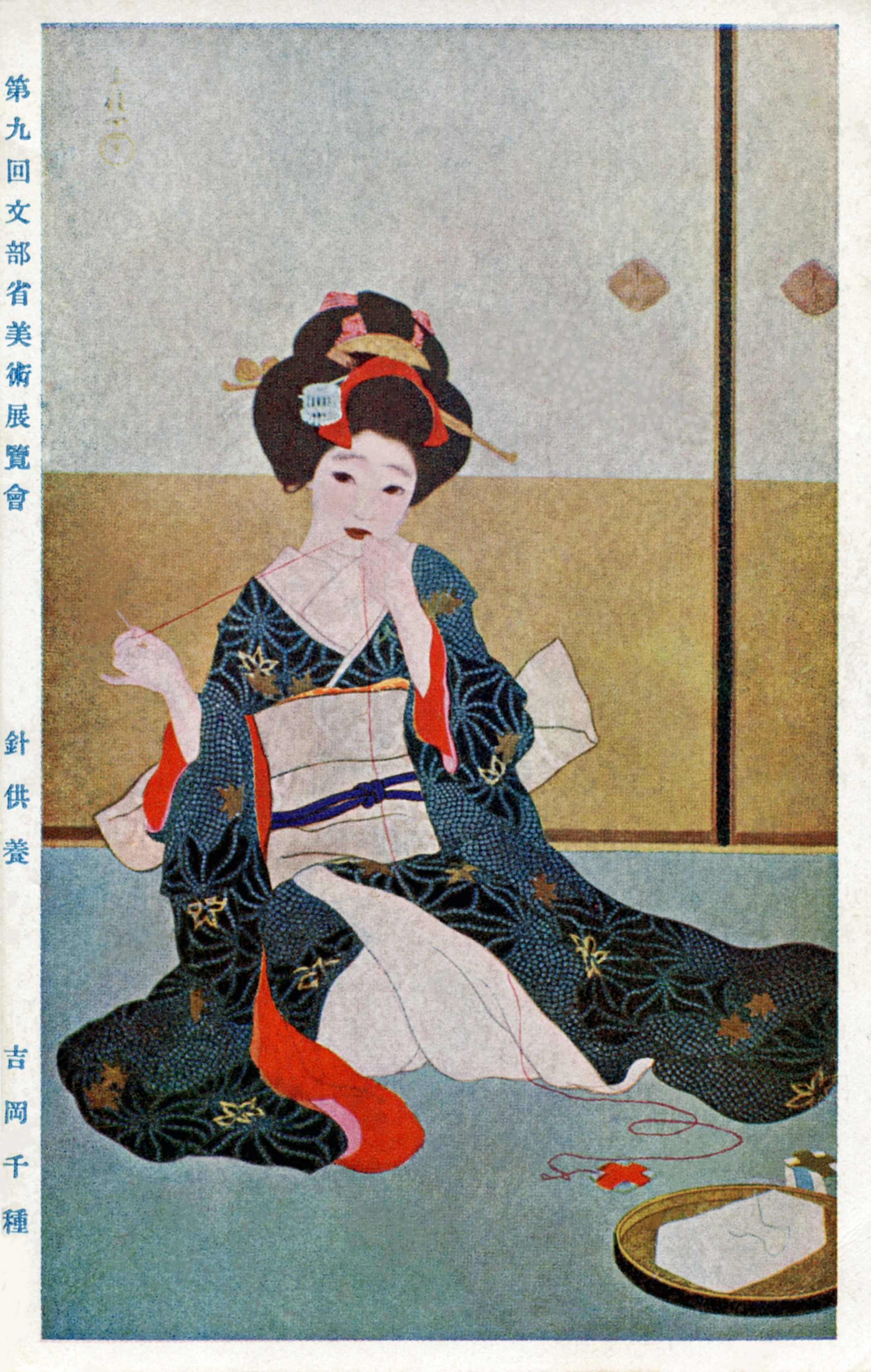
Kitani Chigusa, Hari-kuyō (1915)

Nel 1915, all'età di 20 anni, il dipinto di Eiko Yoshioka Shin-kyo (新居, "Nuova casa" ) venne selezionato per la prima Mostra di Belle Arti di Osaka (大阪美術展覧会, Osaka Bijutu Tenrankai). Lo stesso anno partecipò alla 9ª mostra promossa dal Ministero dell'Istruzione e delle Belle Arti (Monbushō Bijtsu Tenrankai 文部省 美術展 覧会, abbreviata in Bunten  e successivamente denominata Teiten), con l'opera Hari-Kuyō (針供養, Cerimonia commemorativa per i vecchi aghi) raffigurante Koyachiyo (o Yachiyo II), una famosa geisha di Kyoto.
Nel 1916 con altre tre pittrici - Seien Shima, Okamoto Kōen e Matsumoto Kayō  - fondò Onna yonin no kai (女四人の会 Associazione delle quattro donne) con il fine di sostenere e promuovere opere di pittrici; nel maggio dello stesso anno l'associazione organizzò una mostra ad Osaka presentando dipinti ispirati al libro Kōshoku gonin onna (好色五人女 Cinque donne amorose, 1686) dello scrittore Ihara Saikaku.
Nel 1918 la pittrice partecipò all'Osaka Bijutsu Tenrankai e realizzò il dipinto Nongoku をんごく, in memoria del fratellino scomparso quell'anno, che venne esposto alla 12ª mostra Bunten. Raffigura una giovane ragazza che, ripresa di schiena davanti ad un grande divisorio di legno a forma di grata, osserva dei bambini che stanno al di là di questo spazio. Nongoku è una canzone con cui un tempo le giovani, disposte in fila, accoglievano gli spiriti dei loro antenati durante le festività dell'Obon; la stessa artista dichiarò di essersi ispirata ad Osome (油屋お染), il personaggio femminile dell'opera teatrale bunraku Shinpan Utazaimon (新版歌祭文), un dramma jōruri del tardo periodo Tokugawa.
Nel 1919, Introdotta dal famoso pittore di Kyoto Takeuchi Seiho, divenne allieva di Kikuchi Keigetsu.
Nel 1920 sposò Hōgin Kitani, uno studioso della città di Osaka e soprattutto di Chikamatsu Monzaemon, un grande drammaturgo jōruri, di cui avrebbe in seguito pubblicato la monumentale opera completa in sedici volumi, acquistando notevole fama.

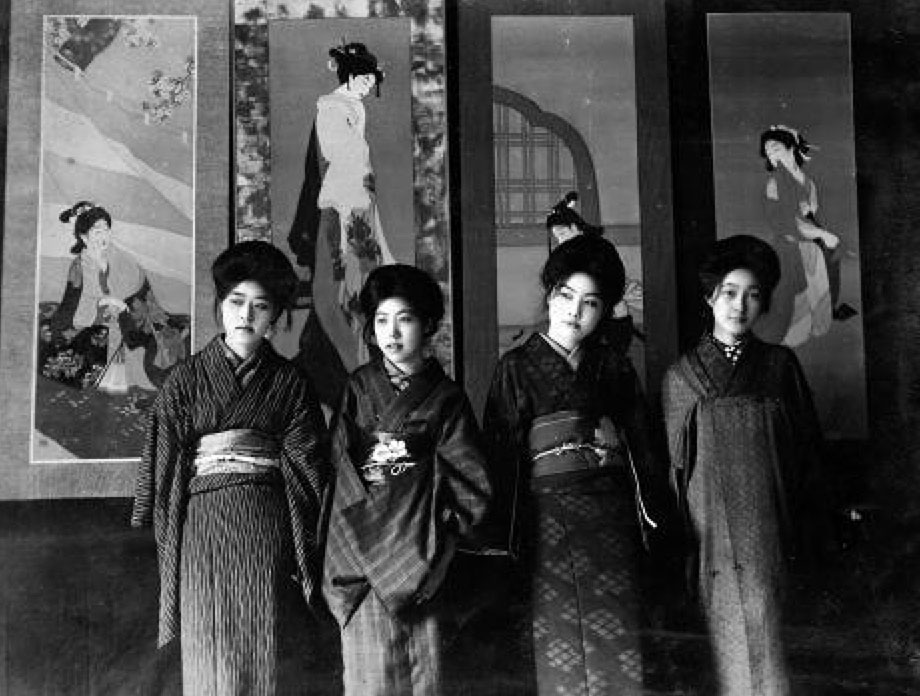
Associazione delle quattro donne (女四人の会): da sinistra, Saraen Okamoto, Chikusa Kitani, Shima Seien, Kayou Matsumoto (maggio 1916)

La coppia ebbe un figlio un anno dopo il matrimonio e Chigusa, che coltivava un interesse per il teatro jōruri già da prima di conoscere il marito, ne condivise gli studi e collaborò nella produzione di xilografie, come Daikyoji Mukashi Goyomi Osan, inserita in appendice all'opera completa di Chikamatsu, e nell'illustrazione di altre pubblicazioni di Hōgin Kitani, comprese quelle riguardanti gli usi e i costumi di Osaka.
In quello stesso periodo Chigusa fondò nella sua casa di Osaka la scuola di pittura Yachigusa-kai (八千草会), con il fine di istruire e promuovere la formazione di giovani donne pittrici; in precedenza aveva insegnato estetica e storia, che erano le basi per lo studio della pittura rivolto alle donne.
Il dipinto posto all'ingresso della scuola raffigurava una composizione floreale formata dalle otto piante classiche dell'autunno, chiamate Chigusa, il nome d'arte che la pittrice aveva assunto e che utilizzò come parte del nome della scuola.
L'artista introdusse metodi innovativi di insegnamento ispirandosi alle esperienze artistiche più avanzate; invitò insegnanti esterni, realizzò viaggi d'istruzione e organizzò mostre - la prima delle quali svoltasi nel 1925, con la partecipazione di altre pittrici di Osaka - nelle quali le sue allieve potevano esporre le loro opere.

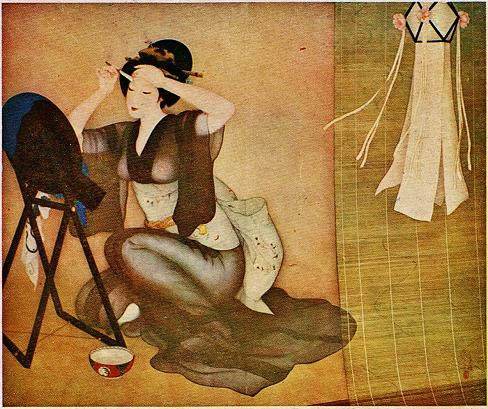
Chigusa Kitani, Mayu no nagori (Resti di sopracciglia, 1925)

Nel 1925 il dipinto Mayu no nagori (眉の名残, Resti di sopracciglia) presentato alla 6ª mostra Teiten, raffigurante una donna con un kimono che lasciava eccessivamente intravedere le sue nudità, secondo alcune versioni avrebbe indotto la polizia a redarguire l'autrice perché nel futuro evitasse immagini così provocatorie.
Nel 1926 venne selezionato per la 7ª mostra Teiten il suo dipinto Jōruri-sen (浄瑠璃船 Barca Jōruri), una rappresentazione di barche sul fiume Okawa, con giovani donne, suonatori e venditori ambulanti, in stile ukiyo-e.
Alla 10ª Teiten presentò Gionchō no yuki (祇園町の雪, Neve a Gion), che raffigura due maiko intente a guardare dalla finestra.
Tra la fine degli anni venti e l'inizio degli anni quaranta espose alle mostre Mostra dell'Accademia Imperiale di Belle Arti (帝国美術院展覧会 (帝展, Teiten, poi Shinbunten), a quelle degli allievi di Kikuchi Keigetsu Kikuchijuku-ten (菊池塾展, "Mostra per la scuola privata di Keigetsu Kikuchi " ) e a quelle dell'associazione di pittrici (Yachigusakai-ten).
Nel 1945 i bombardamenti su Okaka distrussero l'azienda di famiglia e la pittrice, con i suoi familiari, fu costretta a traslocare.
Morì il 24 gennaio 1947 a Minamikawachi, Osaka all'età di 51 anni.

## Galleria d'immagini

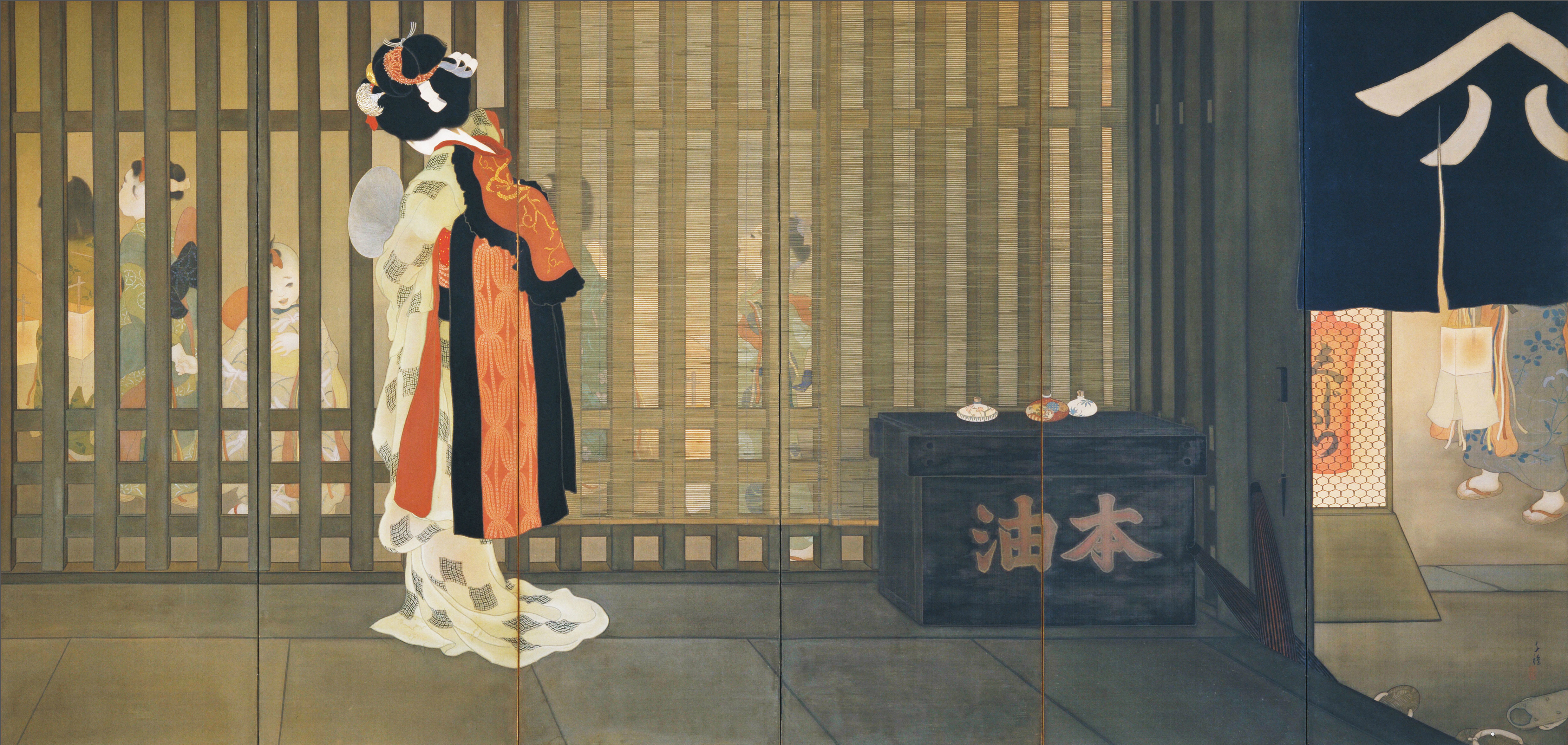
Nongoku (をんごく? 1918)
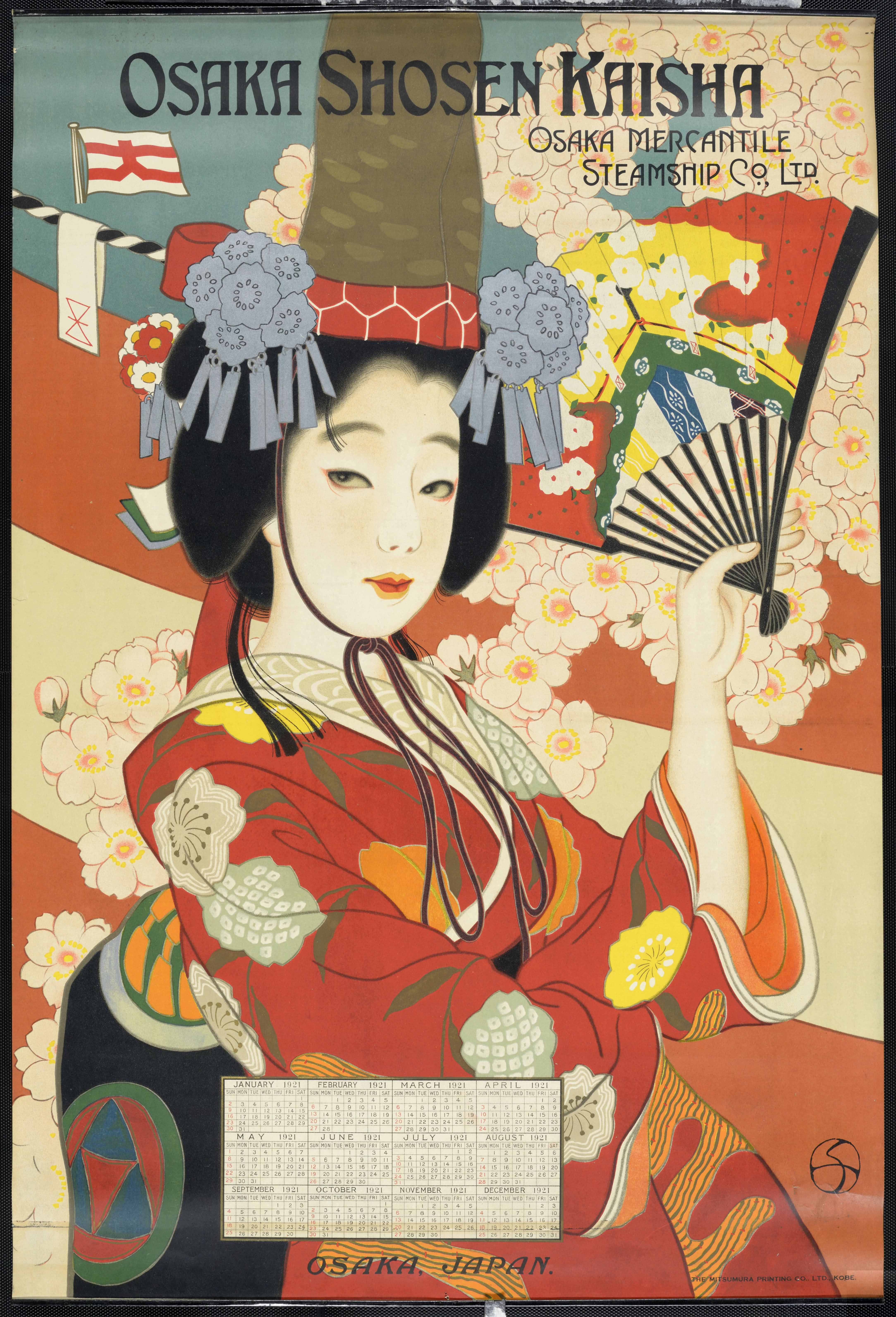
Pubblicità per la società Osaka Shosen Kaisha (1921)
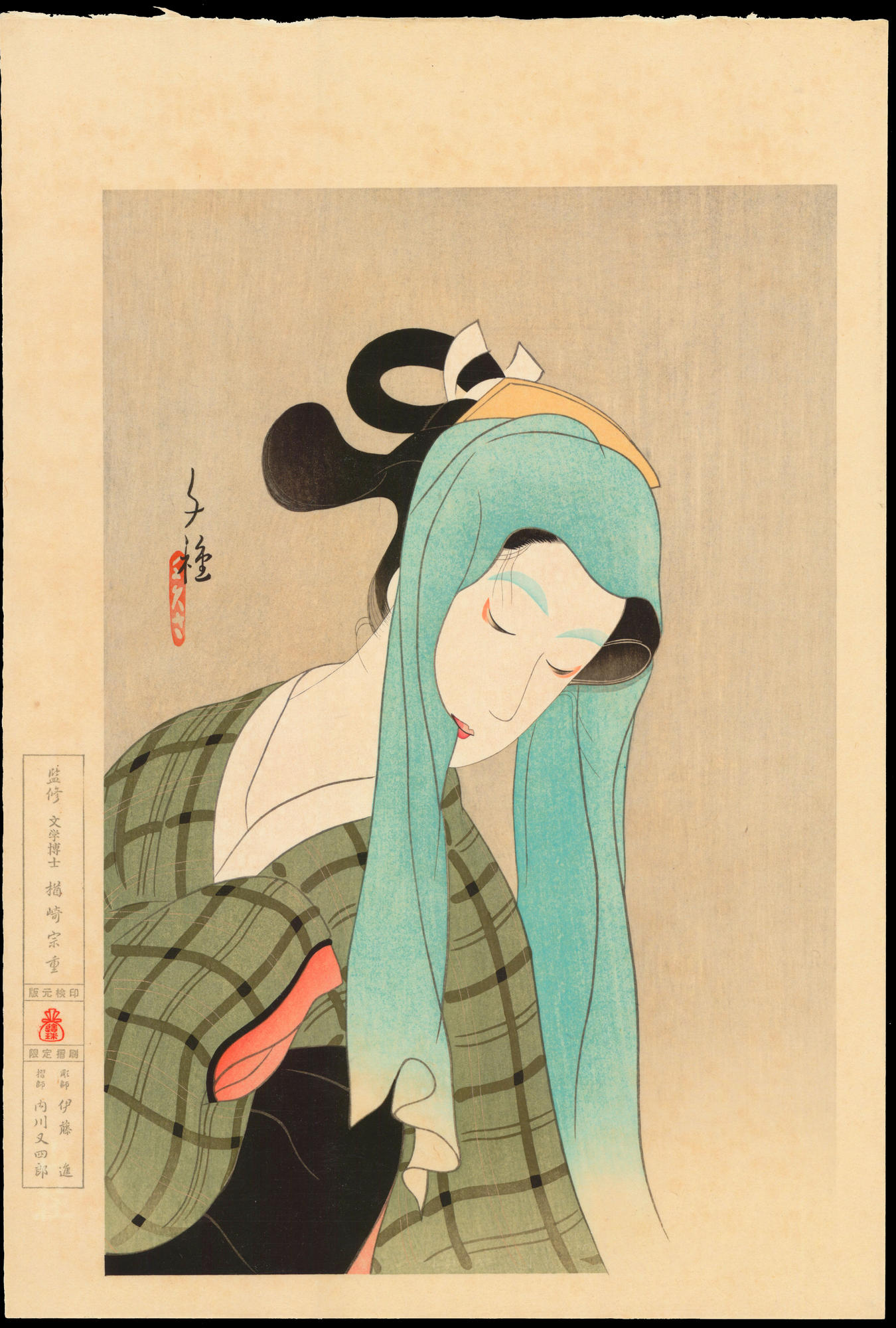
Shinjū yoigōshin (心中宵庚申? 1922 (incisione su legno)
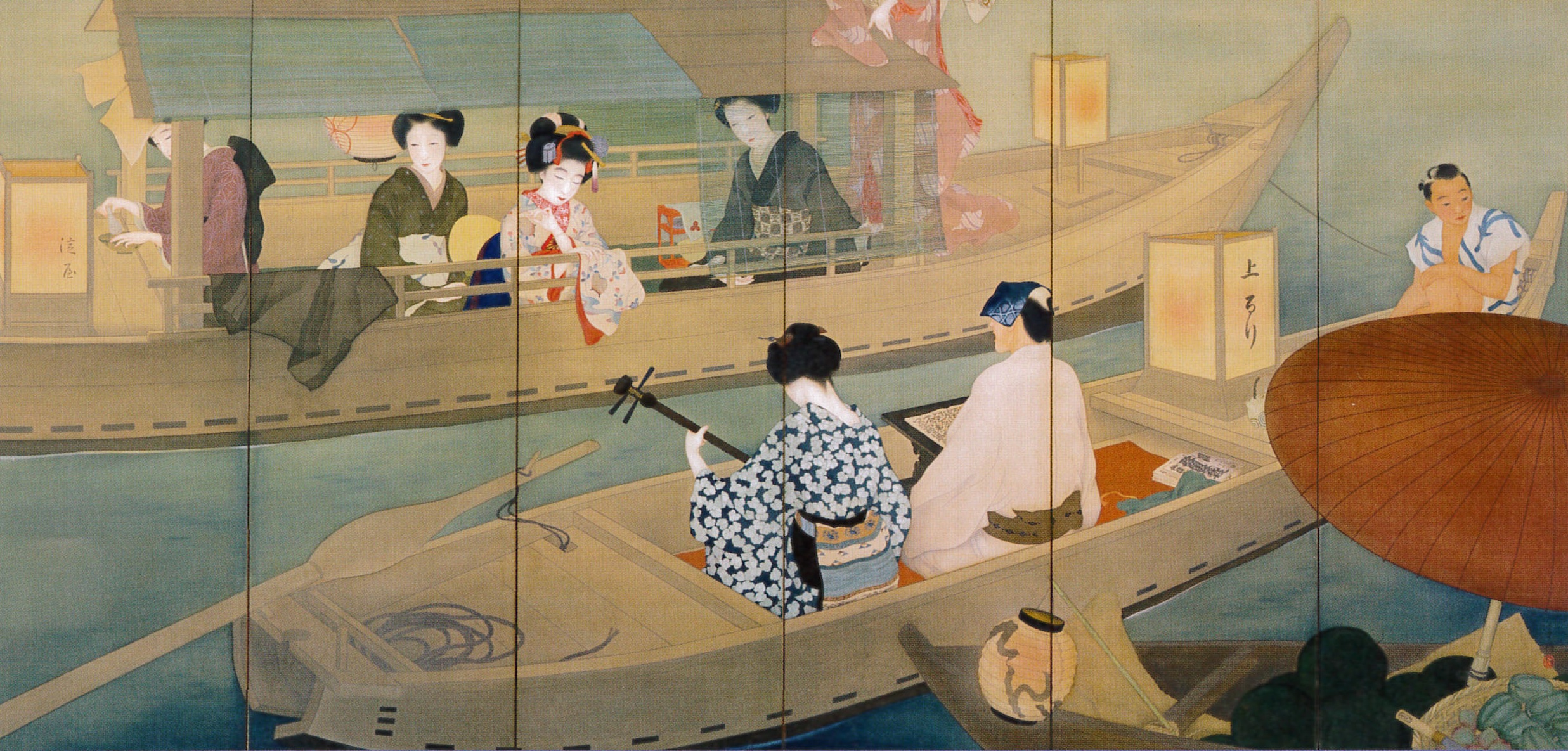
Barca Jōruri (浄瑠璃船?, Jōruri-sen, 1926)
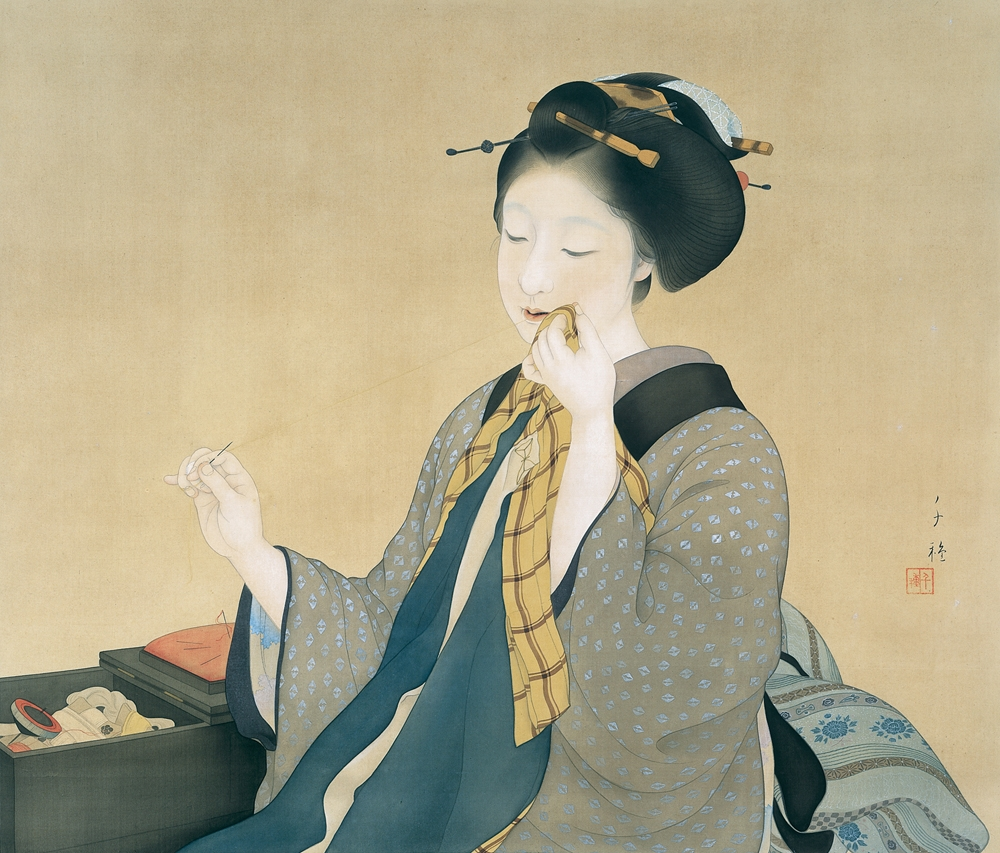
Hokorobi, 1928
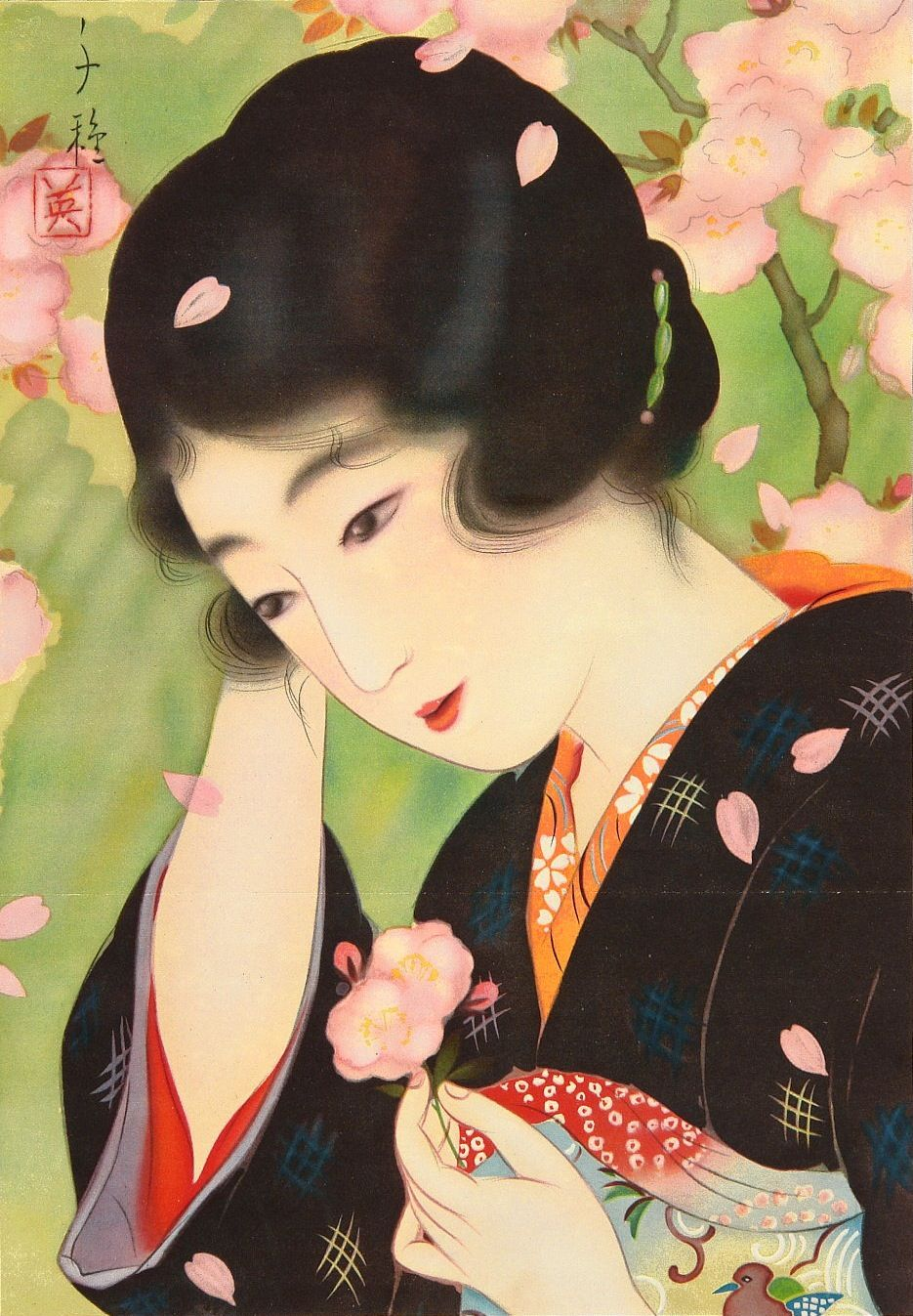
Bellezza e fiori di ciliegio Kuchi-e (frontespizio litografia)